# Биковка (Юринський район)
Би́ковка (рос. Быковка, марій. Быковка) — присілок у складі Юринського району Марій Ел, Росія. Адміністративний центр Биковського сільського поселення.

## Населення
Населення — 868 осіб (2010; 1029 у 2002).
Національний склад (станом на 2002 рік):
- росіяни — 95 %